# Đội tuyển Fed Cup Ai Cập
Đội tuyển Fed Cup Ai Cập đại diện Ai Cập ở giải đấu quần vợt Fed Cup và được quản lý bởi Liên đoàn Quần vợt Ai Cập.  Đội hiện tại thi đấu ở Nhóm III khu vực Âu/Phi.

## Lịch sử
Egypt tham gia kì Fed Cup đầu tiên vào năm 1986, nhưng không thi đấu lại cho đến năm 1994.  Sau đó họ thi đấu lại năm 1995, nhưng không thi đấu năm 1996.  Kể từ năm 1997, Ai Cập đều tham gia hàng năm. Thành tích tốt nhất của họ là thứ 2 ở Nhóm II các năm 2001 và 2003.

## Đội hình hiện tại (2017)
- Sandra Samir
- Ola Abou Zekry
- Mai El Kamash
- Rana Sherif Ahmed